# Alice Eriksson Kalla
Alice Eriksson Kalla, född 2 december 1925 i Kiruna, död 21 januari 2019 i Kiruna, var den sista överlevande av Kirunasvenskarna. Hon följde som sjuåring med familjen till Sovjetunionen 1933, och kom att bli kvar 58 år mot sin vilja. Efter unionens fall återvände hon 1992 till Sverige och Kiruna, där hon återförenades med sitt enda syskon, systern Astrid.

## Liv i Sverige
När depressionen efter börskraschen 1929 nådde Sverige drabbades malmbolagen hårt. LKAB i Kiruna sade upp personal och samtidigt nåddes bygden av nyheten att det behövdes arbetare i Sovjet. Alice pappa, Ernst Eriksson Kalla, var en övertygad kommunist och bestämde sig för att fara. Han hoppades att resan skulle göra familjen gott och att hans döttrar i Sovjet skulle kunna läsa till ingenjörer, vilket var svårt för arbetarbarn vid tiden. Stämningen i Kiruna vid tiden brukar benämnas som Rysslandsfeber och kommunen bistod de som bestämde sig för att resa med pengar. När Alices familj tillsammans med ett trettiotal resenärer sade farväl på stationen rådde där feststämning, har hon berättat. Modern reste dock motvilligt, endast faderns hot om att resa själv med döttrarna hade fått henne att följa med.

## Första tiden i Sovjet
Familjen hamnade vid ett vägbygge vid Kalevala i Karelen. Från staden skulle en väg byggas norrut till Vita havet med ändpunkt i Kem, och Alice pappa Ernst var arbetsledare. Tämligen omgående upptäckte dock familjen och de omkring dem att allt inte stod rätt till. Rädslan spred sig när hemliga polisen hämtade personer som aldrig mer återvände. Det hände att folk gömde sig i skogen för att undvika dem. En natt hämtades även Alice far, och det skulle dröja ända till 1999 innan hon fick veta vad som hänt honom.
Tillsammans med sin mamma Hilma och systern Astrid flyttades Alice nu till ett skogsarbetarläger vid Vita havet. Modern kämpade hårt för att få tillstånd att resa hem, utan resultat. Istället omkom hon i en drunkningsolycka under arbetet, mitt framför ögonen på då 16-åriga Alice. De båda systrarna blev kvar i lägret tillsammans fram till 1944 då Alice dömdes för ekonomiskt sabotage. Hon hade lett arbete och påstods ha förskönat lata arbetares resultat. Möjligen var hon också åtalad för att ha förtalat Sovjet genom att ha berättat för skolkamraterna i Kalevala om livet i Sverige.

## Ensam i öst
Domen innebar att Alice förvisades till arbetsläger i Kotlas i norra delarna av dagens Ryssland. Under de kommande nio åren bestod hennes vardag av hårt arbete i det ogästvänliga klimatet; timmerarbete, lasta fisk, trampa cement och vårda skadade krigsfångar. Hon har beskrivit perioden som fylld av svält, våld och ständig rädsla. 1948 fick hon en son, Vladimir, tillsammans med en man i lägret.
Efter att hon frigivits hade hon fortfarande inskränkningar i sina rättigheter, delvis på grund av att hon var straffad och delvis för att hon var barn till en straffad landsförrädare. Därför kunde hon inte bosätta sig i Ukraina där hennes son fanns tillsammans med sin pappa. Alice hamnade istället i Tjita vid Sibiriens gräns mot Kina. Där arbetade hon vid en oljedepå fullständigt omedveten om att svenska påtryckningar nu börjat hjälpa andra Kirunasvenskar. Hennes syster kunde återvända hem på 1950-talet efter förhandlingar staterna emellan.
Alice blev kvar i Sibirien och gifte sig så småningom. Kampen för att rentvå hennes far lyckades till slut på 1960-talet och förde med sig att hon själv återfick vissa medborgerliga rättigheter. Hon tilläts också besöka Sverige.

## Åter till Kiruna
Sovjets fall innebar att hon 1992 kunde återvända till hemstaden efter 58 år. Hon var då hjärtsjuk och bar med sig minnen som skulle plåga henne livet ut. Systern Astrid förlorade hon 1995. Fyra år senare fick hon till slut veta vad som hade hänt hennes far. Han hade arresterats som varande fiende till Sovjet den där natten. Efter dom hade han skjutits 1938. Sanningen var att deras vägprojekt, som han var med och ledde, hade blivit försenat. Det var ett inte ovanligt öde för utländska arbetare under perioden som kallas Stora utrensningen. Alice delade frikostigt med sig av sina minnen och menade att hårt arbete var ett måste, annars blev minnesbilderna för starka.